# The Number of the Beast (singel)
The Number of the Beast (ang. liczba Bestii) – siódmy singel brytyjskiej heavymetalowej grupy Iron Maiden, promujący album o tym samym tytule.
Po dwudziestu dwóch latach od wydania „The Number of the Beast” wydano reedycję singla zawierającą inną listę ścieżek bonusowych.
Grafika na okładce, autorstwa Dereka Riggsa, jest powiązana z sytuacją przedstawioną na okładce poprzedniego singla Iron Maiden – Run to the Hills. Tam Eddie – maskotka grupy – walczył na skale z demonem. Tutaj jest już po walce – zwycięsko z pojedynku wyszedł Eddie.
Tytułowy utwór, „The Number of the Beast”, był swego czasu przedmiotem wielu kontrowersji. W rzeczywistości opowiadający o koszmarze sennym Steve’a Harrisa (lidera grupy) oraz oparty na filmie Omen II i poemacie Tam O’ Shanter Roberta Burnsa, został odczytany przez niektóre ugrupowania prawicowe za nawołujący do satanizmu.
Utwór rozpoczyna się mówionymi cytatami z Apokalipsy św. Jana. Całość opowiada o śnie, który można zinterpretować jako pobyt w piekle.
Druga ścieżka, „Remember Tomorrow” (ang. pamiętaj o jutrze), została pierwotnie zamieszczona na albumie Iron Maiden. Według jednego z jej autorów, Paula Di’Anno, jest to utwór o jego dziadku. Istnieją przypuszczenia, że ów mężczyzna mógł być pilotem RAF, na co wskazują niektóre fragmenty treści. Całościowa interpretacja „Remember Tomorrow” jest jednak dość utrudniona, ponieważ tekst pozostaje dość niejasny.
Wersja utworu zamieszczona na opisywanym singlu jest dość zagadkowa. Informacje na okładce mówią, iż została ona nagrana we Włoszech podczas jednego z pierwszych koncertów Bruce’a Dickinsona z Iron Maiden. Potwierdził to zarówno Nicko McBrain na jednej z bonusowych ścieżek box setu The First Ten Years, jak i Rod Smallwood w książeczce dołączonej do albumu Best of the ‘B’ Sides, dodając iż nagrania dokonano w październiku 1981.
Ta wersja wydarzeń nie jest jednak prawdziwa. W rzeczywistości „Remember Tomorrow” z singla „The Number of the Beast” to zmodyfikowane nagranie, z mini-albumu Maiden Japan nagranego jeszcze z poprzednim wokalistą Iron Maiden – Paulem Di’Anno. Najprawdopodobniej wokal Di’Anno został wyciszony, po czym na ścieżkę nałożono śpiew Dickinsona. Oficjalnie grupa nie potwierdziła tych przypuszczeń, lecz dowodzi im m.in. to, że obie wersje mają tę samą długość, a instrumenty brzmią tak samo. Najpewniejszym dowodem jest jednak to, iż nie zostały wyciszone podziękowania Di’Anno dla publiczności i na wersji z opisywanego singla mówione są one dwugłosem.
Reedycja z 2005 zawiera dodatkowo nagranie koncertowe tytułowego utworu oraz „Hallowed Be Thy Name” (ang. święć się imię Twoje), które zostały zarejestrowane w marcu 2002 w Carling Academy Brixton w Londynie. Na liście ścieżek znajdują się także dwa dodatkowe nagrania wideo – stworzony przez Camp Chaos teledysk tytułowego utworu oraz wersja koncertowa z Brixton Academy.

## Lista utworów

### Wersja oryginalna
1. „The Number of the Beast” (Steve Harris) – 4:49
2. „Remember Tomorrow” [Live] (Paul Di’Anno, Steve Harris) – 5:26

### Reedycja
1. „The Number of the Beast” (Steve Harris)
2. „The Number of the Beast” [live] (Steve Harris)
3. „Hallowed Be Thy Name” [live] (Steve Harris)

„The Number of the Beast” [wideo] (Steve Harris)
„The Number of the Beast” [wideo live] (Steve Harris)

## Twórcy
- Bruce Dickinson – śpiew
- Dave Murray – gitara elektryczna
- Adrian Smith – gitara elektryczna, podkład wokalny
- Janick Gers – gitara elektryczna, podkład wokalny (tylko „The Number of the Beast” [live i wideo live], „Hallowed Be Thy Name” [live])
- Steve Harris – gitara basowa, podkład wokalny
- Clive Burr – perkusja
- Nicko McBrain – perkusja (tylko „The Number of the Beast” [live i wideo live], „Hallowed Be Thy Name” [live])